# Vysokoprůtoková aplikace kyslíku

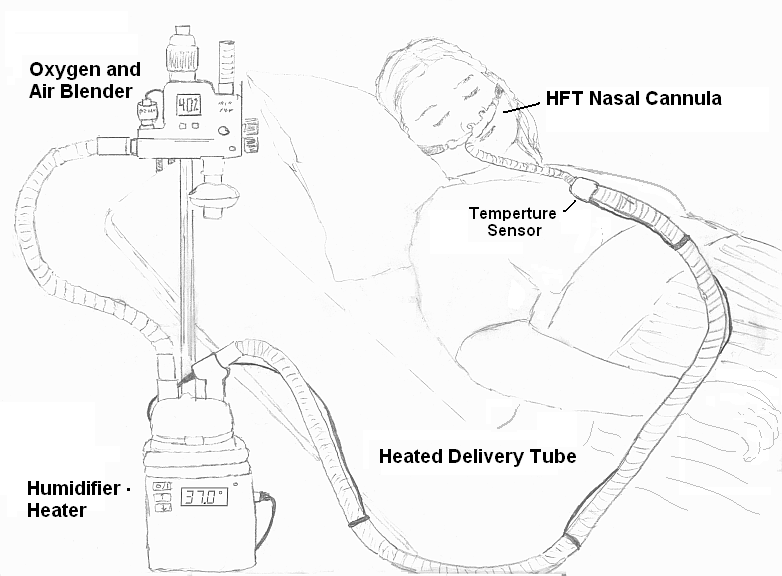
Použití vysokoprůtokové aplikace kyslíku

## Charakteristika
Vysokoprůtoková aplikace kyslíku se používá při akutních a chronických dýchacích potížích a je vhodnou volbou pro léčbu pacientů se závažným stupněm onemocnění covid-19.
Výhodou této metody je, že při vysokém průtoku kyslík vyplachuje i mrtvý prostor v plicích a dýchání je tím efektivnější, což se při standardním podávání kyslíku pomocí tzv. kyslíkových brýlí neděje.
Naopak oproti umělé plicní ventilaci jde o neinvazivní techniku, která má méně potenciálních vedlejších účinků. Pacient nemusí být při HFNO uspán, jako to je při umělé plicní ventilaci většinou zapotřebí, a je plně při vědomí.

## Způsob aplikace
Aplikovaný plyn, kterým je vzduch se zvýšeným množstvím kyslíku nebo někdy i čistý kyslík, se před přívodem k pacientovi upravuje
- zahříváním – tak, aby co nejlépe odpovídal teplotě lidského těla (37 °C); v některých případech však není vhodné, aby byl kyslík ohřátý - např. po extubaci, při laryngitidách,
- zvlhčováním – v dodávaném plynu se zvyšuje relativní vlhkost až ke 100 %, protože zvýšená koncentrace kyslíku vysušuje sliznici.

Plyn se dodává pod vysokým průtokem, který může dosahovat až 60 litrů za minutu. K pacientovi je přiváděn hadičkou do kanyly, kterou má umístěnou pod nosem, a z níž vystupují trubičky zavedené do nosu.
Největší účinnosti se u této metody dosahuje při pronační poloze – tedy v leže na břichu s uvolněnou oblastí břišní. Výhodou je, že srdce takto netlačí na plíce, ale opírá se o hrudní kost. V této poloze se také lépe odvádí z plic sekret a plicní tkáň se tak může lépe prokrvit

## Využití HFNO
HFNO má několik klinických použití. Některé z potenciálních oblastí, kde existují medicínské důkazy o účinnosti, jsou následující:
1. Akutní hypoxemické respirační selhání s/bez ARDS
2. Pooperační respirační selhání
3. Akutní selhání srdce/plicní edém
4. Hyperkapnické respirační selhání, akutní exacerbace CHOPN
5. Oxygenace před a po extubaci
6. Obstrukční spánková apnoe (OSA)
7. Použití na pohotovosti, urgentním příjmu (emergency room)
8. Trauma plic, kontuze hrudníku, fraktury žeber (ale ne s pneumotoraxem)
9. V případě DNI- „do not intubate“ status[6][7]

Navzdory obrovskému potenciálu této léčby až pandemie COVID-19 vedla k opravdovému rozšíření této modality ve světě i na oddělení, která dosud žádnou formu respirační podpory nevyužívala. Již studie z Wuhanu v Číně a ze Španělska ukázaly efektivitu HFNO na oxygenaci (oproti konvenční kyslíkové léčbě) a navíc použití HFNO a spontánní pronace bylo vyhodnoceno jako velmi účinné, protože vedlo k poklesu intubací bez nárůstu mortality a postupy byly zapracovány do léčebných protokolů. Prukopníky použití HFNO v centrální Evropě během pandemie COVID byl tím pneumologů v Košicích a Krakově.  Tato zjištění naznačují, že HFNO by mohla být účinnou strategií při respiračním selhání u pacientů s COVID-19. Význam léčby HFNO se úměrně zvyšuje s poklesem dostupných ARO lůžek a umělých plicních ventilací, kdy se proporčně zvyšuje počet pacientů s DNI statusem, tedy neindikovaných na UPV. Nedostatek standardních přístrojů HFNO vedl v pandemii navíc k vyvinutí "nouzových forem HFNO" využitím alternativních možností včetně sestavy přístrojů CPAP (na terapii spánkové apnoe) a HFNO kanyly s potenciálem zachránit životy.